# Caratus
Caratus war ein antiker römischer Toreut (Metallbildner), der im letzten Viertel des 1. Jahrhunderts in Gallien tätig war.
Caratus ist heute nur noch aufgrund von vier Signaturstempeln auf Bronzekasserollen bekannt. Mit gesicherten Fundorten in Ungarn, Großbritannien, Luxemburg und Deutschland weisen die Stücke eine weite Streuung auf. Das Luxemburger Stück weist mit lateinisch MB VITALIS einen zweiten als Signatur gedeuteten Namen auf. Die Signatur des deutschen Stücks lautet lateinisch CARATVS, des ungarischen Stücks lateinisch CARATVS V. Beim Namen handelt es sich wahrscheinlich um einen keltischen Namen. Bei den Stücken handelt es sich um:
1. Bronzekasserolle; Gewässerfund nahe Tattershall, Lincolnshire, England.[2]
2. Bronzekasserolle; gefunden am Tossenberg in Mamer, Luxemburg.[3]
3. Bronzekasserolle; gefunden in Sigmaringen, Deutschland; ehemals in der Fürstlichen Hohenzollern’schen Museum zu Sigmaringen im Schloss Sigmaringen.[4]
4. Bronzekasserolle; gefunden 1898 in einem Depotfund in Ászár, Komitat Komárom-Esztergom, Ungarn; heute im Ungarischen Nationalmuseum in Budapest.[5]

## Einzelbelege
1. ↑  M.J.M. Zandstra: Miles away from home. Material culture as a guide to the composition and deployment of the Roman army in the Lower Rhine area during the 1st century AD. Dissertation, PDF
2. ↑  Richard Petrovszky: Studien zu römischen Bronzegefäßen mit Meisterstempeln. Leidorf, Buch am Erlbach 1993, S. 215, Nr. C.06.01.
3. ↑  Richard Petrovszky: Studien zu römischen Bronzegefäßen mit Meisterstempeln. Leidorf, Buch am Erlbach 1993, S. 215, Nr. C.06.02.
4. ↑  Inventarnummer ?; Richard Petrovszky: Studien zu römischen Bronzegefäßen mit Meisterstempeln. Leidorf, Buch am Erlbach 1993, S. 215, Nr. C.06.03; CIL 3, 12031,12.
5. ↑  Inventarnummer 128/1898,3; Richard Petrovszky: Studien zu römischen Bronzegefäßen mit Meisterstempeln. Leidorf, Buch am Erlbach 1993, S. 215–2016, Nr. C.06.04; CIL 3, 12031,11 (Supplemente).

| Personendaten    | Personendaten                              |
| ---------------- | ------------------------------------------ |
| NAME             | Caratus                                    |
| KURZBESCHREIBUNG | antiker römischer Toreut                   |
| GEBURTSDATUM     | 1. Jahrhundert v. Chr. oder 1. Jahrhundert |
| STERBEDATUM      | 1. Jahrhundert oder 2. Jahrhundert         |